# Подна лампа
Подна лампа је лампа која стоји на поду, обично у дневној соби, и служи за расвету и/или за читање, рад и сл. 
Подне лампе високе су око 1 м, садрже једно, два или више сијаличних места. Могу бити различитих дизајна, јачине и цене, али заједничко им је да пружају осветљење и угодну атмосферу у соби.
Стандардне подне лампе усмеравају светло на један део простора, што их чини савршеним за читање, писање или ручни рад.  Постоје и лампе са изврнутим сијалицама, усмереним ка плафону, што им омогућава да осветле целу собу. У зависности од величине собе, ради пријатнијег осећаја и декора, могу се поставити и две или више подних лампи, у комбинацији са зидним и стоним лампама. Постављају се уз софу, фотељу или сто, или у угао просторије. Лако се могу померати.
Подне лампе су опремљене чврстим постољем ради стабилности и електричним каблом са прекидачем. Понекад су опремљене и регулатором јачине светлости, којим се подешава јачина, у зависности од жеља и потреба укућана. 
За лампе се користе класичне, халогене или штедљиве сијалице. Такође се користе и ЛЕД (светлеће диоде) сијалице, које штеде енергију, поуздане су, дуготрајне и имају већу ефикасност од обичне сијалице.